# Wojciech Spaleniak
Wojciech Spaleniak (ur. 2 listopada 1943 w Gołuchowie) – polski bibliotekarz i historyk. Dyrektor Biblioteki Raczyńskich w Poznaniu.

## Życiorys
Maturę zdał w liceum ogólnokształcącym w Pleszewie. Absolwent UAM w Poznaniu (1967, historia). Początkowo pracował w Bibliotece Uniwersyteckiej (od 1967, 1975-1982 wicedyrektor) oraz, równolegle, w Instytucie Bibliotekoznawstwa i Informacji Naukowej UAM (1969-1975). Od 1982 wicedyrektor, a od 1997 dyrektor Biblioteki Raczyńskich. Jego najważniejszym osiągnięciem było oddanie do użytku nowego gmachu książnicy, od strony Alei Marcinkowskiego (2013), co uważano za konieczne już od 1909. W 2014 przeszedł na emeryturę, przygotowawszy instytucję do jubileuszu 185-lecia istnienia. Jako naukowiec skupiał się przede wszystkim na funkcjonowaniu bibliotek we współczesnym świecie oraz na historii prasy poznańskiej. W dorobku naukowym ma ponad dwadzieścia publikacji (artykułów w czasopismach i pracach zbiorowych). Uhonorowany medalem Towarzystwa Miłośników Miasta Poznania, brązowym Medalem „Zasłużony Kulturze Gloria Artis”, godnością Lidera Pracy Organicznej i Statuetką Honorowego Hipolita.